# 南门墓地
南门墓地，位于中华人民共和国青海省西宁市湟中区上新庄镇上新庄村，为青海省市县级文物保护单位，公布日期为1987年2月27日，类型为古墓葬。
南门墓地的历史年代为卡约文化。